# Union laitière normande
 (mai 2022).
Si vous disposez d'ouvrages ou d'articles de référence ou si vous connaissez des sites web de qualité traitant du thème abordé ici, merci de compléter l'article en donnant les références utiles à sa vérifiabilité et en les liant à la section « Notes et références ».
L’Union laitière normande (ULN) est une ancienne coopérative laitière française, basée à Condé-sur-Vire (Manche).

## Historique
L'Union laitière normande trouve son origine dans la création par Auguste Grandin de la coopération Elle-et-Vire en 1945 visant à collecter le beurre de ses adhérents.
Privilégiant la collecte de la crème pour fabriquer un beurre sous une marque propre avec des outils rénovés, Elle-et-Vire s'allie à d'autres coopératives de la Manche pour confier ne conserver que la collecte et transférer la fabrication et la vente du beurre à l'Union des beurreries de la Manche, fondée en 1954. Elle agrège des coopératives bas-normandes, rachète le négociant en crème et œufs Negobeureuf en 1965, et appuie la constitution de la Coopérative syndicale des producteurs de lait du Calvados (CSPLC) à Vire en 1955, et la Coopérative laitière d'Ille-et-Vilaine (COLIV) à Saint-Méen-le-Grand en 1965.
Face à l'élargissement géographique de l'Union, et l'augmentation de la collecte du lait aux dépens du beurre et de la crème, l'Union laitière normande nait en 1962 sur les fondations de l'Union des beurreries de la Manche. Elle cesse la collecte du beurre en 1966 et celle de la crème en 1972, et se diversifie dans l'alimentation animale.
Le chiffre d'affaires suit ce développement, multiplié par cinq de 1961 à 1965 pour atteindre 300 000 millions de francs avant le rachat de Negobeureuf, et plus d'un milliard de francs en 1970. À cette date, l'ULN collecte 7 % du lait français, produit 12 % du beurre hexagonal et 20 % de lait en poudre national, et se dote de la plus grosse usine laitière d'Europe. 
L'ULN commercialise de grandes marques de l'industrie laitière comme les produits frais Mamie Nova, le beurre Elle & Vire, le camembert Cœur de lion, et l'emmental Meule d'or. Dans les années 1980, et jusqu'au rachat de Bridel par Besnier en 1990, elle était la première société de l'industrie laitière en France, forte de 17 000 adhérents.
Économiquement, les années 70 et le début des années 80 se sont caractérisées par une croissance du groupe coopératif, portée et soutenue notamment grâce au « cocon protecteur » de la PAC et l’existence de grands marchés d’État , notamment avec l’Europe de l’Est.
Caractérisée par son excellence industrielle, sa gestion, sa stratégie commerciale et ses méthodes peu adaptées aux évolutions des marchés, ont pour autant pénalisé le groupe à la fin des années 80. 
Des changements à la fois nécessaires et ambitieux, engageant l’ensemble de l’Union en ces périodes ont été compliqués par un mode de management dominé  la défense d’intérêts locaux et par des prises de conscience trop tardives. La mauvaise santé financière persistante de ce fleuron coopératif d'après-guerre, devenu "Géant aux pieds d'argile", a finalement conduit à son démembrement — la branche « Générale Ultra Frais » (Mamie Nova) est vendue à Andros, et l'ULN est rachetée en 1992 par Bongrain et ses banques créancières, pour la création de la compagnie laitière européenne et sa filiale Elvir.

## Anciens dirigeants notables
- André Van Ruymbeke, directeur général dans les années 1970
- Denis Gautier-Sauvagnac, directeur général entre 1981 et 1985
- Christian Prieur, directeur général dans les années 1980
- Alain Juillet, directeur général adjoint chargé du développement international (1988-1992), puis directeur général (1992). Père du camembert Cœur de lion (1990), qui deviendra no 1 du marché, il est surtout le responsable, par un plan de développement basé sur le rachat d'entreprises espagnoles, de la chute de l'ULN en 1992, fragilisée depuis plusieurs années. Directeur général, il gère alors la vente des coopératives et des marques, et quitte l'entreprise comme dirigeant de la filiale de l'ULN Générale Ultra Frais (Mamie Nova), racheté par le Groupe Andros[2].